# Zara
Zara er en spanskejet kæde af tøjbutikker, der blev grundlagt med en butik på hovedgaden i A Coruña i 1975.
Kæden ejes af Inditex, der også ejer mærker som Massimo Dutti, Bershka og Pull & Bear. I alt består kæden af over 1.900 butikker fordelt på 87 lande. Størst er kæden på hjemmemarkedet i Spanien, hvor der er i alt 335 butikker.
Zara har i forhold til sine konkurrenter markeret sig ved at bruge kort tid, fra produkterne designes, til de havner i butikkerne. Mens Zara bruger et par uger, er branchegennemsnittet 9 måneder.[kilde mangler] Zara er desuden kendt for ikke at bruge resurser på markedsføring. Selskabet investerer i stedet en andel af omsætningen i åbningen af nye butikker. Zara er også gået imod at lægge produktionen i lande med lave omkostninger, hvilket ellers er en udbredt trend i tøjbranchen. I stedet produceres tøjet i bl.a. Spanien og Marokko.

## Zara i Danmark
Selskabet opererer på det danske marked via datterselskabet Zara Danmark A/S. Den første butik åbnede i 2000 på Vimmelskaftet i København. Senere er butikken i shoppingcentret Field's i Ørestad kommet til. Succesen er imidlertid udeblevet i Danmark; det danske datterselskab har siden 2000 haft et samlet underskud på over 140 mio. kr..
Zara har tidligere haft en butik i Lyngby Storcenter. Efter 4 år lukkede den i efteråret 2008. Der har også ligget en butik på Strøget i Århus, men den lukkede i december 2009.
Siden ekspansionen til Danmark har Zara også åbnet i Sverige og Norge (2006).